# Casey Stoner
Casey Stoner (ur. 16 października 1985 w Southport) – australijski motocyklista ścigający się w cyklu Grand Prix w Motocyklowych Mistrzostwach Świata. Jeździł dla zespołu Repsol Honda, wcześniej reprezentował w klasie MotoGP zespoły Ducati Corse i Team LCR, w których ścigał też się w klasach 125 cm³, 250 cm³. W klasie 125 cm³ występował w zespole Movistar Tea oraz Red Bull KTM. W 2005 roku został wicemistrzem świata w kategorii 250 cm³. 23 września 2007 zdobył swój pierwszy tytuł mistrza świata w kategorii MotoGP zespole Ducati Corse. W roku 2011 zdobył drugi tytuł na dwa wyścigi przed końcem sezonu w Grand Prix Australii.
Od 2005 związany z Australijką Adrianą Tuchyną, którą poślubił na początku 2007 roku.
Podczas konferencji przed Grand Prix Francji ogłosił, że po sezonie 2012 kończy karierę.

## Statystyki

### Poszczególne sezony
| Sezon   | Klasa   | Motocykl        | Zespół       | Wyścig | Zwycięstwa | Podium | PP | NO | Pkt  | Poz |
| ------- | ------- | --------------- | ------------ | ------ | ---------- | ------ | -- | -- | ---- | --- |
| 2001    | 125 cm³ | Honda RS125R    | Movistar Tea | 2      | 0          | 0      | 0  | 0  | 4    | 29  |
| 2002    | 250 cm³ | Aprilia RS250   | Team LCR     | 15     | 0          | 0      | 0  | 0  | 68   | 12  |
| 2003    | 125 cm³ | Aprilia RS125   | Team LCR     | 14     | 1          | 4      | 1  | 2  | 125  | 8   |
| 2004    | 125 cm³ | KTM 125 FPR     | Red Bull KTM | 14     | 1          | 6      | 1  | 1  | 145  | 5   |
| 2005    | 250 cm³ | Aprilia RSA 250 | Team LCR     | 16     | 5          | 10     | 2  | 1  | 254  | 2   |
| 2006    | MotoGP  | Honda RC211V    | Team LCR     | 16     | 0          | 1      | 1  | 0  | 119  | 8   |
| 2007    | MotoGP  | Ducati GP7      | Ducati Corse | 18     | 10         | 14     | 5  | 6  | 367  | 1   |
| 2008    | MotoGP  | Ducati GP8      | Ducati Corse | 18     | 6          | 11     | 9  | 9  | 280  | 2   |
| 2009    | MotoGP  | Ducati GP9      | Ducati Corse | 13     | 4          | 8      | 3  | 2  | 220  | 4   |
| 2010    | MotoGP  | Ducati GP10     | Ducati Corse | 18     | 3          | 9      | 4  | 3  | 225  | 4   |
| 2011    | MotoGP  | Honda RC212V    | Repsol Honda | 17     | 10         | 16     | 12 | 7  | 350  | 1   |
| 2012    | MotoGP  | Honda RC213V    | Repsol Honda | 15     | 5          | 10     | 5  | 2  | 254  | 3   |
| Łącznie |         |                 |              | 176    | 45         | 89     | 43 | 33 | 2411 |     |

### Poszczególne wyścigi
| Rok  | Klasa   | Motocykl | 1      | 2      | 3      | 4      | 5      | 6      | 7      | 8       | 9      | 10      | 11     | 12     | 13     | 14     | 15     | 16     | 17      | 18    | Poz | Pkt |
| ---- | ------- | -------- | ------ | ------ | ------ | ------ | ------ | ------ | ------ | ------- | ------ | ------- | ------ | ------ | ------ | ------ | ------ | ------ | ------- | ----- | --- | --- |
| 2001 | 125 cm³ | Honda    | JPN    | ZAF    | SPA    | FRA    | ITA    | CAT    | NLD    | GBR 17  | DEU    | CZE     | PRT    | VAL    | PAC    | AUS 12 | MUS    | BRA    |         |       | 29  | 4   |
| 2002 | 250 cm³ | Aprilia  | JPN NS | ZAF NS | ESP 6  | FRA NS | ITA    | CAT 6  | NLD 8  | GBR 11  | DEU NS | CZE 5   | PRT NS | BRA 6  | PAC 17 | MYS 11 | AUS 10 | VAL 13 |         |       | 12  | 68  |
| 2003 | 125 cm³ | Aprilia  | JPN NS | ZAF 10 | ESP 6  | FRA 4  | ITA 18 | CAT NS | NLD NS | GBR 5   | DEU 2  | CZE     | PRT    | BRA 2  | PAC 2  | MYS NS | AUS NS | VAL 1  |         |       | 8   | 125 |
| 2004 | 125 cm³ | KTM      | ZAF 3  | ESP 5  | FRA 8  | ITA 2  | CAT 4  | NLD 3  | BRA 2  | DEU     | GBR    | CZE NS  | PRT NS | JPN NS | QAT NS | MYS 1  | AUS 3  | VAL NS |         |       | 5   | 145 |
| 2005 | 250 cm³ | Aprilia  | ESP NS | PRT 1  | CHN 1  | FRA 4  | ITA 4  | CAT 2  | NLD 6  | GBR 3   | DEU 7  | CZE 3   | JPN 3  | MYS 1  | QAT 1  | AUS NS | TUR 1  | VAL 3  |         |       | 2   | 254 |
| 2006 | MotoGP  | Honda    | ESP 6  | QAT 5  | TUR 2  | CHN 5  | FRA 4  | ITA NS | CAT NS | NLD 4   | GBR 4  | DEU DNS | USA NS | CZE 6  | MYS 8  | AUS 6  | JPN NS | PRT NS | VAL NS  |       | 8   | 119 |
| 2007 | MotoGP  | Ducati   | QAT 1  | ESP 5  | TUR 1  | CHN 1  | FRA 3  | ITA 4  | CAT 1  | GBR 1   | NLD 2  | DEU 5   | USA 1  | CZE 1  | SMR 1  | PRT 3  | JPN 6  | AUS 1  | MYS 1   | VAL 2 | 1   | 367 |
| 2008 | MotoGP  | Ducati   | QAT 1  | ESP 11 | PRT 6  | CHN 3  | FRA 16 | ITA 2  | CAT 3  | GBR 1   | NLD 1  | DEU 1   | USA 2  | CZE NS | SMR NS | IND 4  | JPN 2  | AUS 1  | MAL 6   | VAL 1 | 2   | 280 |
| 2009 | MotoGP  | Ducati   | QAT 1  | JPN 4  | ESP 3  | FRA 5  | ITA 1  | CAT 3  | NLD 3  | USA 4   | DEU 4  | GBR 14  | CZE    | IND    | SMR    | PRT 2  | AUS 1  | MAL 1  | VAL DNS |       | 4   | 220 |
| 2010 | MotoGP  | Ducati   | QAT NS | ESP 5  | FRA NS | ITA 4  | GBR 5  | NLD 3  | CAT 3  | DEU 3   | USA 2  | CZE 3   | IND NS | SMR 5  | ARA 1  | JPN 1  | MYS NS | AUS 1  | PRT NS  | VAL 2 | 4   | 225 |
| 2011 | MotoGP  | Honda    | QAT 1  | ESP NS | PRT 3  | FRA 1  | CAT 1  | GBR 1  | NLD 2  | ITA 3   | DEU 3  | USA 1   | CZE 1  | IND 1  | SMR 3  | ARA 1  | JPN 3  | AUS 1  | MYS     | VAL 1 | 1   | 350 |
| 2012 | MotoGP  | Honda    | QAT 3  | ESP 1  | PRT 1  | FRA 3  | CAT 4  | GBR 2  | NLD 1  | DEU Ret | ITA 8  | USA 1   | IND 4  | CZE    | SMR    | ARA    | JPN 5  | MYS 3  | AUS 1   | VAL 3 | 3   | 254 |